# Russ Rankin
Russell Chapin Rankin (Santa Cruz, 25 mei 1968), beter bekend als Russ Rankin, is een Amerikaanse punkmusicus die vooral bekend is vanwege zijn werk als zanger in de punkbands Good Riddance en Only Crime. Hij heeft ook gespeeld in enkele andere bands, namelijk Fury 66, State of Grace en Creep Division.

## Biografie
Eind jaren 80 speelde Rankin met gitarist Luke Pabich in State of Grace. Na een demo uitgegeven te hebben, gingen de twee samen verder. Pabich en Rankin richtten Good Riddance werd op in de vroege jaren 90. Rankin speelde eerst nog met Fury 66, waarmee hij een demo en een ep getiteld American Clown (1994) uitgaf. In 1995 werd het debuutalbum van Good Riddance uitgebracht, getiteld For God and Country. Rankin bracht met deze band uiteindelijk negen studioalbums met de groep uit, welke allen zijn uitgegeven door het platenlabel Fat Wreck Chords. Rankin speelde rond deze tijd ook met de band Creep Division, met welke hij het studioalbum Creep Division (2000) uitgaf.
In mei 2007 werd Good Riddance opgeheven. Het laatste concert van de band werd opgenomen en uitgegeven als livealbum in 2008, getiteld Remain in Memory: The Final Show. In 2003 richtte Rankin de band Only Crime op, een supergroep, samen met gitarist Aaron Dalbec van Bane. Met Only Crime heeft hij tot op heden drie studioalbums uitgebracht, waarvan de eerste twee weer via Fat Wreck Chords en de derde via Rise Records. In 2008 werkte hij mee aan het tributealbum All Aboard: A Tribute to Johnny Cash, een eerbetoon aan Johnny Cash. Een jaar later werkte hij mee aan een ander tributealbum, namelijk The Songs of Tony Sly: A Tribute.
In 2012 bracht Rankin zijn eerste solo-album uit, getiteld Farewell Catalonia. Dit album werd uitgegeven via het platenlabel Paper + Plastik Records. Ditzelfde jaar werd Good Riddance heropgericht. Van Good Riddance volgden hierna Peace in Our Time (2015) en Thoughts and Prayers (2019). Rankins tweede solo-album, Come Together Fall Apart, volgde in 2022 en werd uitgegeven door SBÄM Records.

## Discografie
Deze beknopte discografie beperkt zich tot studioalbums waar Rankin aan heeft meegewerkt.
| Jaar | Titel                                      | Label              | Met            |
| ---- | ------------------------------------------ | ------------------ | -------------- |
| 1995 | For God and Country                        | Fat Wreck Chords   | Good Riddance  |
| 1996 | A Comprehensive Guide to Moderne Rebellion | Fat Wreck Chords   | Good Riddance  |
| 1998 | Ballads from the Revolution                | Fat Wreck Chords   | Good Riddance  |
| 1999 | Operation Phoenix                          | Fat Wreck Chords   | Good Riddance  |
| 2000 | Creep Division                             | Indecision Records | Creep Division |
| 2001 | Symptoms of a Leveling Spirit              | Fat Wreck Chords   | Good Riddance  |
| 2003 | Bound by Ties of Blood and Affection       | Fat Wreck Chords   | Good Riddance  |
| 2004 | To the Nines                               | Fat Wreck Chords   | Only Crime     |
| 2006 | My Republic                                | Fat Wreck Chords   | Good Riddance  |
| 2007 | Virulence                                  | Fat Wreck Chords   | Only Crime     |
| 2012 | Farewell Catalonia                         | Paper + Plastik    |                |
| 2014 | Pursuance                                  | Rise Records       | Only Crime     |
| 2015 | Peace in Our Time                          | Fat Wreck Chords   | Good Riddance  |
| 2019 | Thoughts and Prayers                       | Fat Wreck Chords   | Good Riddance  |
| 2022 | Come Together Fall Apart                   | SBÄM Records       |                |